# Glen Baxter
Glen Baxter (Leeds, 4 maart 1944), bijgenaamd "Colonel Baxter" is een Engelse tekenaar en cartoonist, bekend om zijn absurdistische tekeningen, die onder andere in The New Yorker verschenen. Baxter volgde zijn opleiding aan het Leeds College of Art. Hij maakte deel uit van de kunstbeweging Jape Art, die werd opgericht door Robin Page.

## Boeken
- The Impending Gleam (1981)
- His Life: The Years of Struggle (1983)
- Atlas, Le dernier terrain vague (1983)
- L'heure du thé (1990)
- Welcome to the Weird World of Glen Baxter (1989)
- Ma vie: le jeunes années (1990)
- The Billiard Table Murders (1990)
- Glen Baxter Returns to Normal (1992) (Retour à la normale, 1992)
- The Collected Blurtings of Baxter (1994)
- The Further Blurtings of Baxter (1994)
- The Wonder Book of Sex (1995) (Wundersame Welt der Erotik, 1996, och Le livre de l'amour, 1997).
- Glen Baxter's Gourmet Guide (1997)
- Blizzards of Tweed (1999)
- Meurtres a la Table de Billard (2000)
- Trundling Grunts (2002)
- The Unhinged World of Glen Baxter (2002)

## Referentie
- Dit artikel of een eerdere versie ervan is een (gedeeltelijke) vertaling van het artikel Glen Baxter op de Engelstalige Wikipedia, dat onder de licentie Creative Commons Naamsvermelding/Gelijk delen valt. Zie de bewerkingsgeschiedenis aldaar.

- Bibliothèque nationale de France: cb14961483c (data)
- Digitale Bibliotheek voor de Nederlandse Letteren: baxt002
- Gemeinsame Normdatei: 121550036
- International Standard Name Identifier: 0000 0001 0782 6823
- Library of Congress Control Number: n81143878
- Bibliotheek van het Japanse parlement: 00962872
- Nationale bibliotheek van Australië: 35704092
- Nederlandse Thesaurus van Auteursnamen: 068884141
- RKD-Nederlands Instituut voor Kunstgeschiedenis: 216483
- SNAC: w61n8mhw
- Système universitaire de documentation: 028288890
- Trove: 1050149
- Union List of Artist Names: 500102004
- Virtual International Authority File: 64017182
- WorldCat: E39PBJptVbQHbYJ7Jt9jVFfjG3